# Carme Pigem
Carme Pigem Barceló (Olot, 8 de abril de 1962) é uma arquiteta espanhola. Membro da firma RCR Arquitectes, recebeu o Prêmio Pritzker de 2017, juntamente com seus colegas Ramón Vilalta e Rafael Aranda.

## Biografia
Entre 1977 e 1979 estudou na Escuela de Bellas Artes de Olot, obtendo em 1987 a graduação em arquitetura na Escuela Técnica Superior de Arquitectura del Vallés (ETSA Vallés). Em 1987 fundou o escritório RCR Arquitectes em sociedade com Ramón Vilalta e Rafael Aranda.

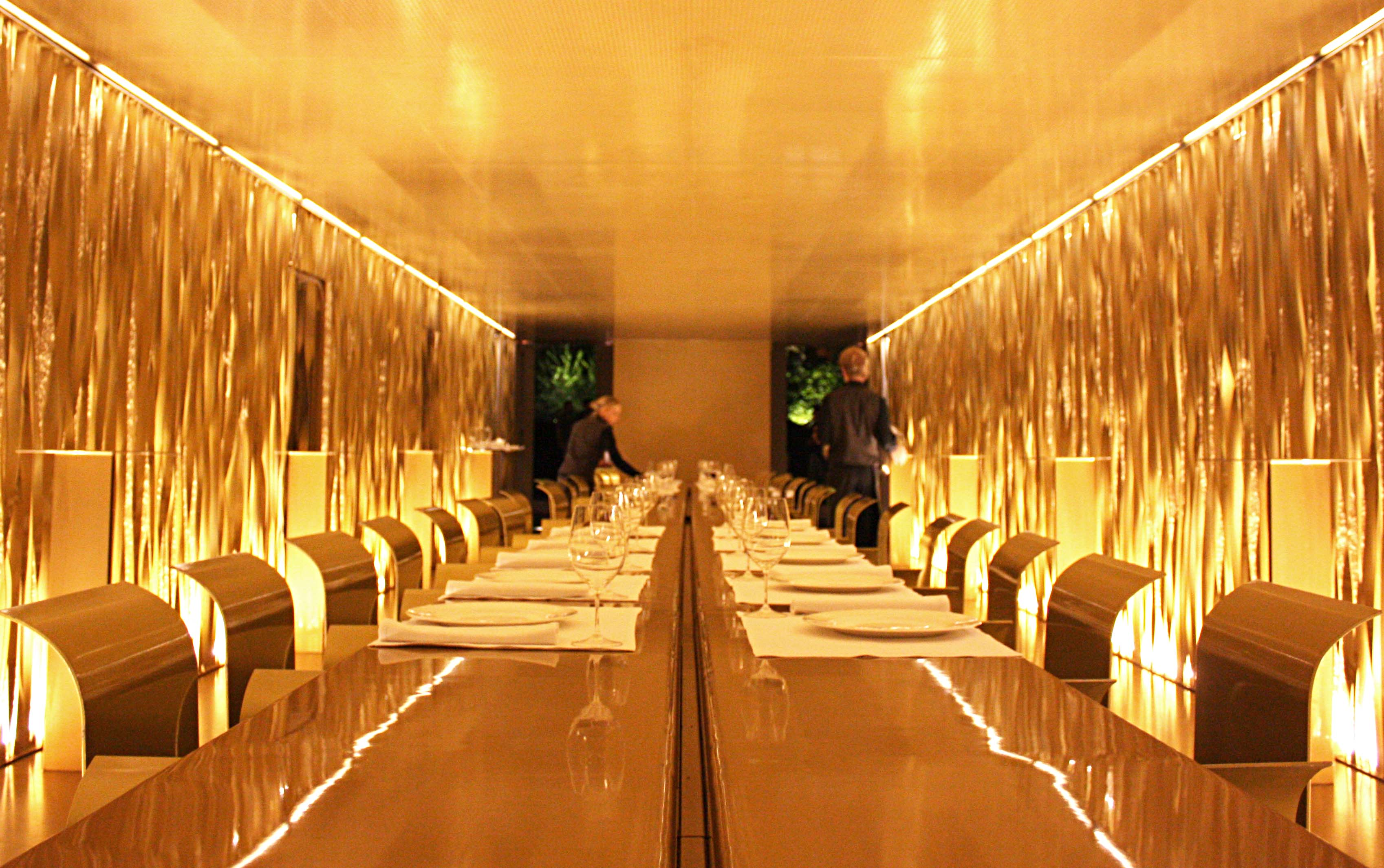
Restaurante "Les Cols".

Entre 1992 e 1999 trabalhou como professora de projetos arquitetônicos na  ETSA Vallés e foi membro do corpo de examinadores dos exames finais de 1995 a 2004. De 1997 a 2003 foi professora de projetos arquitetônicos da Escola Técnica Superior de Arquitetura de Barcelona (ETSAB) e membro do corpo de examinadores em 2003. Desde 2005 é professora visitante no Departamento de Arquitetura do Instituto Federal de Tecnologia de Zurique, Suíça.
Recebeu o Prêmio Pritzker 2017 juntamente com Ramón Vilalta e Rafael Aranda.
Em junho de 2020, com outros arquitetos, chefs, prémios Nobel da economia, dirigentes de organizações internacionais, tornou-se signatária do apelo a favor da economia púrpura («Por um renascimento cultural da economia») publicado no Corriere della Sera, El País e Le Monde.